# Chamber Music (Coal Chamber)
Chamber Music è il secondo album in studio del gruppo musicale statunitense Coal Chamber, pubblicato il 7 settembre 1999 dalla Roadrunner Records.
È considerato dalla critica specializzata il migliore album della band.

## Descrizione
Molto più melodico e sperimentale del precedente Coal Chamber, propone uno stile che questa volta si discosta notevolmente da quello dei Korn e che mescola metal, gothic rock, glam rock, musica elettronica, pop rock e anche qualche scampolo sinfonico.
Sono anche presenti per la prima volta archi e tastiere, che contribuiscono a rendere il sound più orecchiabile.
L'album vanta anche la partecipazione di musicisti del calibro di Aimee Echo (Human Waste Project), DJ Lethal (Limp Bizkit), Jay Gordon (Orgy), Ozzy Osbourne e tanti altri.
La canzone Shock the Monkey, uno dei due singoli estratti dall'album (l'altro fu Not Living), è una cover dell'omonimo brano di Peter Gabriel, realizzata in collaborazione con Ozzy Osbourne (sua moglie Sharon in quel periodo era la manager del gruppo).
La canzone Tyler's Song è dedicata a Tyler Fafara, figlio del cantante Dez.
La donna con il violino in mano raffigurata sulla copertina è Anahstasia, moglie di Dez Fafara.
L'introduzione della traccia intitolata What's in Your Mind? costituisce un lungo esempio di backmasking.

## Tracce
Testi e musiche dei Coal Chamber, eccetto dove indicato.
1. Mist – 0:43
2. Tragedy – 2:51
3. El cu cuy – 4:22
4. Untrue – 3:26
5. Tyler's Song – 2:49
6. What's in Your Mind? – 3:55
7. Not Living – 3:50
8. Shock the Monkey – 3:42 (testo: Peter Gabriel)
9. Burgundy – 2:11
10. Entwined – 3:49
11. Feed My Dreams – 2:55
12. My Mercy – 4:04
13. No Home – 5:09
14. Shari Vegas – 3:16
15. Notion – 3:27
16. Anything but You – 4:42
17. Wishes – 3:07 – bonus track
18. Apparition – 2:27 – bonus track

## Formazione
Gruppo
- Bradley "Dez" Fafara - voce
- Miguel "Meegs" Rascon - chitarra
- Rayna Foss-Rose - basso
- Mike "Bug" Cox - batteria

Personale aggiuntivo
- Josh Abraham - tastiere, programmazione e produzione
- Troy Van Leeuwen - tastiere e assistenza tecnica
- Brian Virtue - programmazione
- Brian Levine - arrangiamento degli archi
- Amir Derakh - percussioni sintetizzate in No Home, tastiere in Notion, micro-moog in Anything but You e missaggio
- E. Blue - tastiere e voce in Shock the Monkey e voce in My Mercy
- Aimee Echo - voce in Burgundy e My Mercy
- Ozzy Osbourne - voce in Shock the Monkey
- Jay Gordon - tastiere in Burgundy
- DJ Lethal - campionatore e giradischi in Notion
- Jay Baumgardner - tastiere in Notion e missaggio
- Anthony "Fu" Valic - programmazione in Shock the Monkey
- Phil Western - programmazione in Shock the Monkey
- David Bianco - missaggio in Tyler's Song, What's in Your Mind? e Feed My Dreams
- David "Rave" Ogilvie - missaggio in Shock the Monkey

## Posizioni chart

### Album
| Year | Title         | Chart           | Position |
| ---- | ------------- | --------------- | -------- |
| 1999 | Chamber Music | UK Albums Chart | 21       |
| 1999 | Chamber Music | Billboard 200   | 22       |

### Singoli
| Year | Title              | Chart                         | Position |
| ---- | ------------------ | ----------------------------- | -------- |
| 1999 | "Shock the Monkey" | Official Singles Chart        | 90       |
| 1999 | "Shock the Monkey" | US Hot Mainstream Rock Tracks | 26       |